# Дакота (окръг, Небраска)
Вижте пояснителната страница за други значения на Дакота.
Окръг Дакота (на английски: Dakota County) е окръг в щата Небраска, Съединени американски щати. Площта му е 692 km², а населението - 20 253 души (2000). Административен център е град Дакота Сити.